# Гранична висота вертикального укосу
Грани́чна висота́ вертика́льного уко́су (рос. предельная высота вертикального откоса, англ. maximum height of vertical slope) — у гірництві, ґрунтознавстві — максимальна висота, при якій вертикальне відшаровування зберігає стійкість протягом нетривалого часу.